# Punto elenco
In tipografia un punto elenco è un simbolo o glifo usato per introdurre gli elementi di un elenco (detto perciò elenco puntato), come il seguente:
- Questo è un elemento della lista. Il testo è preceduto da un punto elenco.
- Questo è un elemento della lista che segue il primo. Il testo è preceduto da un secondo punto elenco.
Questo rigo è parte del secondo elemento della lista, perciò non è presente un altro punto elenco.

## Utilizzo
Il punto elenco è molto usato nei manuali tecnici (o reference works) per introdurre una serie di elementi correlati tra di loro. Possono essere brevi frasi o avere la lunghezza di un paragrafo. La caratteristica principale è che tutti i punti necessitano di essere riuniti insieme sotto lo stesso argomento. Gli elementi dell'elenco terminano solitamente con un punto e virgola e non con un punto fermo, a meno che non siano frasi lunghe complete. È corretto concludere un elemento della lista con un punto fermo nel caso in cui più di una frase sia contenuta nell'elemento stesso. In alcune lingue, come il portoghese, è invece abituale concludere ogni elemento, eccetto l'ultimo, con una virgola.

## Uso nei programmi di videoscrittura
Il punto elenco non si limita come forma a un cerchio nero pieno, come mostrato nell'immagine in alto. I programmi di videoscrittura ("word processor") offrono una varietà di forme che includono rombi, segni di spunta e frecce; molte di queste in più colori. Nella scrittura manuale il punto elenco può essere disegnato in qualsiasi stile.
Prima dell'utilizzo largamente diffuso dei word processors, il punto elenco era denotato dagli asterischi e molti programmi di video scrittura convertono automaticamente gli asterischi in punti elenco se sono presenti all'inizio della linea.
Un certo numero di simboli regolari sono convenzionalmente usati come punti elenco nei sistemi basati su testo, tra i quali – (lineetta), * (asterisco), . (punto fermo) ed anche la "o" (O minuscola). Quando vengono salvati o copiati dei punti elenco HTML in formato testo Mozilla Firefox li converte in asterischi, “o” minuscole e, in più in cancelletto a seconda della “profondità” del punto in questione. L'asterisco (*) viene usato per indicare gli elementi di una lista nel markup di Wikipedia così come in molte altre Wiki.

## Ottenere il punto elenco nei sistemi operativi
Nel sistema operativo Macintosh, premere ⌥ Opt + 8 per il punto elenco, ⌥ Opt ⇧ Maiusc + 9 per il punto mediano.
In molti dei sistemi Windows (o altri); tenere premuto Alt mentre si scrive 0149, dal tastierino numerico, (Alt + 0 1 4 9) per ottenere un • o tenere premuto Alt mentre si scrive 7, sempre dal tastierino numerico, per un • (punto mediano) che viene talvolta usato come punto elenco. Questo metodo di inserire i caratteri è chiamato codice Alt.
Per le applicazioni GTK+ in Linux; tenere premuto Control e ⇧ Maiusc mentre si inserisce U, quindi inserire 2022 e premere ↵ Invio per inserire un • oppure tenere premuto Control e ⇧ Maiusc mentre si inserisce U, quindi inserire b7 e premere ↵ Invio per inserire un punto mediano ·.
Per i computer della Apple bisogna invece tenere premuto Alt e inserire il punto fermo per ottenere •.

## Codifica informatica
Il punto elenco corrisponde al carattere Unicode 0x2022. Nell'HTML ha codifica &bull; e &#x2022; che danno rispettivamente • e •, ma la semantica richiede che si ottenga le liste puntate tramite l'uso appropriato del tag <li> all'interno di una lista non numerata (<ul>).
Unicode definisce anche un punto triangolare ‣ (U+2023).